# Воронов, Борис Дмитриевич
Борис Дмитриевич Во́ронов (1908—1990) — советский театральный актёр и режиссёр.

## Биография
Родился в 1908 году в Чите (ныне Забайкальский край). Сценическую деятельность начал в 1927 году. Участник Великой Отечественной войны. Член ВКП(б). Работал в МТЮЗе, Новом театре. В 1952—1962 годах в Южно-Сахалинского ОДТ имени А. П. Чехова (с 1953 года главный режиссёр). В 1962—1971 годах главный режиссёр Горьковского ГАТД имени М. Горького. С 1971 года преподавал на режиссёрском факультете ГИТИСа. Депутат ВС РСФСР 7-го созыва (1967—1971).
Умер в 1990 году. Похоронен в Москве на Новодевичьем кладбище (участок № 4).

## Творчество

### Роли
- «Лес» А. Н. Островского — Алексей Сергеевич Буланов
- «Без вины виноватые» А. Н. Островского — Петя Миловзоров
- «Машенька» А. Н. Афиногенова — Василий Иванович Окаёмов

### Постановки
- 1953 — «Новые люди» по роману Н. Г. Чернышевского «Что делать?»
- 1955 — «Порт-Артур» А. Н. Степанова и И. Ф. Попова; «Грач — птица весенняя» С. Д. Мстиславского
- 1958 — «Мария Стюарт» Ф. Шиллера
- 1964 — «Дачники» М. Горького
- 1968 — «На дне» М. Горького

## Награды и премии
- Государственная премия РСФСР имени К. С. Станиславского (1968) — за спектакль «На дне» М. Горького, поставленный на сцене Горьковского ГАТД имени М. Горького
- заслуженный деятель искусств РСФСР (1956)
- орден Отечественной войны I степени (11.3.1985)
- орден Красной Звезды (9.5.1945; был представлен к ордену Отечественной войны II степени)
- медали